# Paul Bérato
Pour les articles homonymes, voir Béra.
 (octobre 2023).
Si vous disposez d'ouvrages ou d'articles de référence ou si vous connaissez des sites web de qualité traitant du thème abordé ici, merci de compléter l'article en donnant les références utiles à sa vérifiabilité et en les liant à la section « Notes et références ».
Paul Bérato, né à Tonneins (France) le 19 février 1915 et mort dans la même ville le 11 février 1989 est un écrivain de langue française, plus connu sous les pseudonymes d’Yves Dermèze, Paul Béra, Paul Mystère (collectif), Michel Avril, et André Gascogne.
Il s'est spécialisé dans les romans d'aventure, policiers et de science-fiction.

## Œuvres principales

### Signée Yves Dermèze
Il a été récompensé par le prix du roman d'aventures en 1950 et le grand prix de l'Imaginaire en 1977. Il a écrit :
- L'assassin est une chanson, 1941
- Le Maître des eaux, 1943
- Balto l'homme des ténèbres, S.E.P.E., 1943
- À la recherche de l'amour, 1944
- L'Armure du diable, S.E.P.E., 1944
- Catherine a descendu le Vieux, 1946
- Le Trésor du Dieu, Éditions Didier, 1946
- Premier Message, S.E.L.P.A. Paris, collection COQ-HARDI n° 7, 1947
- Sous la banquise en feu, S.E.L.P.A. Paris, collection COQ-HARDI n° 8, 1947
- Le Pays sans soleil, 1948
- Le Retour de l'esclave noir, S.E.L.P.A. Paris, collection COQ-HARDI n° 27, 1949
- Le Messager du soleil, 1949
- Souvenance pleurait, Librairie des Champs-Élysées, 1950
- Châteaux en Espagne, 1954
- Le Titan de l'espace, Éditions Metal 2000, 1954
- L'Homme au pourpoint gris-perle, 1955
- Via Velpa, Éditions Métal 2000, 1955
- La Fille du Vert-Galant, 1955
- Le Mort de la tour d'angle, 1956
- La Damoiselle en mante bleue, 1957
- La Pierre vivante, 1958
- Affaire interdite, 1961
- Sauver Sigrid, S.E.G., 1961
- Les Envoyés du "Paradis", Éditions Atlantic, 1963
- Mourir au Caire, S.E.G., 1964
- Tuez le mort !, S.E.G., 1964
- Atome… cher trésor !, S.E.G., 1967
- Le Coupe Gorge, S.E.G., 1967
- Le général est mort, S.E.G., 1967
- Sept à la morgue, S.E.G., 1968
- Le Tribunal des catacombes, 1968
- Pascaline et la Favorite, Fleuve Noir Grands Romans
- L'Image de l'autre - Le Masque Science Fiction No 7, 1974
- Le Sharoun de Galicad, Édition Marabout, 1974
- Le Titan de l'espace, Le Masque Science Fiction No 48, 1976
- Les Lumières, Le Masque Science Fiction No 38, 1976
- Les Envoyés du paradis, 1979

### Signée Paul Béra
- Léonox, monstre des ténèbres, Fleuve Noir Angoisse
- Léonox et la mort, Fleuve Noir Angoisse
- Les Mains sanglantes de Léonox, Fleuve Noir Angoisse
- Léonox et le Mage, Fleuve Noir Angoisse
- Les Crocs d'acier de Léonox, Fleuve Noir Angoisse, 1973
- Bulles d'univers, Fleuve Noir Anticipation, 1973
- Planète polluée, Fleuve Noir Anticipation, 1974
- La nuit est morte, Fleuve Noir Anticipation, 1976
- Comme un liseron, Fleuve Noir Anticipation, 1976
- Jar-qui-tue, Fleuve Noir Anticipation, 1978
- Les Manipulateurs, Fleuve Noir Anticipation, 1980
- Changez de bocal,  Fleuve Noir Anticipation 1981
- La Planète maudite, Fleuve Noir Anticipation
- Les Êtres de lumière, Fleuve Noir Anticipation
- Terre d'arriérés, Fleuve Noir Anticipation
- Espace interdit, Fleuve Noir Anticipation
- Race de conquérants, Fleuve Noir Anticipation
- Le Vieux et son implant, Fleuve Noir Anticipation
- Nuit d'émeute, Fleuve Noir Anticipation
- Ceux d'ailleurs, Fleuve Noir Anticipation
- Marée noire sur Altéa, Fleuve Noir Anticipation
- Pascaline, Fleuve Noir Grands Romans
- Truand et Gentilhomme, Fleuve Noir Grands Romans

### Signée Paul Mystère
- Les Fugitifs de l’Amazone, éd. SELPA, coll. Coq Hardi no 3, 1947[2]
- Le Maître de l'Amazone, éd. SELPA, coll. Coq Hardi no 4, 1947
- Les Mutins des champs d'or, éd. SELPA, coll. Coq Hardi no 6, 1947
- Le Trappeur du lac aux daims. éd. SELPA coll. Coq Hardi no 12, 10/1947
- Les Flibustiers de la tortue, éd. STAEL, Junior no 39, 1949
- La Fin du Santiago, S.E.L.P.A. Paris, collection COQ-HARDI n° 40, 1950
- Les Pirates du ciel, éd. STAEL, Junior no 44, 1949
- Les Spadassins du 120-100-0, éd. STAEL, Junior no 45, 1949
- Le Mort qui tue, éd. du puits -Pelu, collection policière le Glaive no 69, 1952
- Le Jazz des dix mille dollars, éd. STAEL, Junior no 114, 1953
- Le Fils du flibustier, Éd. des Remparts, Junior Nouvelle série no 2, 1954
- Les Perles du roi canaque, Banga no 15, 1963
- Police du Nord, Banga no 36, 1965

### Signée Martin Slang
- Dieu ne veut pas mourir, Le Masque Science Fiction No 68, 1978

### Signée John Luck
- L'Être mystérieux, Le Masque Fantastique No 12, 1977

### Signée Michel Avril
- Le Maître de la soif, éditions Diderot, Toulouse, 1944

### Signée André Gascogne
- Le Démon du néant, éditions du Chardon, Souillac (Lot), 1946

### Signée Francis Richard
- Monsieur 13 - Société d'Éditions Générales, 1963

### Signée Steve Evans
- Les Pirates des îles, S.E.L.P.A. Paris, collection COQ-HARDI n° 29, 1949